# Тропарёвская улица
Тропарёвская улица — улица в Западном административном округе города Москвы на территории района Тропарёво-Никулино. Расположена между проспектом Вернадского и улицей Покрышкина, пересекает улицы Рузскую и Академика Анохина.
По улице числятся только гаражи (№ 6), так как все дома, фактически находящиеся на Тропарёвской улице имеют нумерацию по проспекту Вернадского (№№ 88, корп. 1, 92) и улице Академика Анохина (№№ 34, 42, 44).

## Происхождение названия
Названа 3 мая 1988 года по бывшему селу Тропарёву, на территории которого проходит улица.

## История
Улица возникла при застройке в первой половине 1980-х годов микрорайона Никулино и некоторое время носила временное название Проектируемый проезд 5463. В начале улицы на углу с проспектом Вернадского находится церковь Михаила Архангела в Тропарёве. В 2005 году в начале улицы построен жилой комплекс «Корона». С левой стороны улицы спускается несколько дорожек к мостам через реку Очаковку, ведущим в Тропарёвский парк.

## Транспорт
- Метро: В 800 м от начала улицы находится станция метро «Юго-Западная», в 1,07 км от конца улицы находится станция метро «Тропарёво».
- Автобус: По улице проходят маршруты
  - 667 (от улицы Покрышкина до улицы Академика Анохина и обратно)
  - 250 (от улицы Покрышкина до улицы Академика Анохина)
  - 196, 196к, 329, 630 (от проспекта Вернадского до улицы Академика Анохина)
  - м27, 890 (от проспекта Вернадского до Рузской улицы)